# Jorge Manuel Dengo Obregón
Jorge Manuel Omar de Jesús Dengo Obregón (Heredia, 19 de febrero de 1918 - San Pedro, Montes de Oca, 23 de enero de 2012) fue un Ingeniero civil costarricense que tuvo un papel destacado en la creación del Instituto Costarricense de Electricidad (ICE). Fue hijo de Omar Dengo y María Teresa Obregón. Contrajo matrimonio con María del Carmen Benavides Dobles en 1944. Declarado como Benemérito de la Patria el 28 de agosto de 2007.

## Estudios
Cursó sus estudios primarios en la Escuela República Argentina y su maestra fue la educadora Emma Gamboa Alvarado, también declarada Benemérita de la Patria. Sus estudios secundarios los realizó en la Escuela Normal graduándose de maestro. Luego ingresó al Liceo de Costa Rica donde obtuvo el Bachillerato en Ciencias y Letras. En 1942 se gradúa de Ingeniero civil en la Universidad de Minnesota, Estados Unidos, y ahí mismo realizó estudios de postgrado en hidráulica, carreteras y economía.

## Carrera pública
Junto con un grupo de profesionales, en 1949  proponen a la Junta Fundadora de la Segunda República la creación del Instituto Costarricense de Electricidad.  El entonces Presidente de la Junta, José Figueres Ferrer, apoya la idea y el 8 de abril de ese año se aprueba la creación de ICE.  En esta Institución ejerce la Gerencia General durante el período 1949 a 1960 período que abarca las administraciones de los presidentes Otilio Ulate Blanco (1949-1953) José Figueres Ferrer (1953-1958), y Mario Echandi Jiménez (1958-1962). En ese período formula y ejecuta el primer plan de desarrollo de electrificación a nivel nacional. 
En la administración del presidente Francisco Orlich Bolmarcich (1962-1966) y con motivo de las tragedias causadas por las erupciones del Volcán Irazú, funda en 1964 la «Oficina de Defensa Civil», predecesora de la Comisión Nacional de Emergencias, y como director de la misma con rango de Ministro asume de manera permanente la gestión de la emergencia que había atendido hasta esa fecha el ministro de la Presidencia Ingeniero Mario Quirós Sasso como recargo, todo para paliar, en gran medida, los daños causados por este desastre natural.  Durante esta misma administración llega a ocupar el cargo de Director de Planificación Nacional sentando las bases  de lo que sería posteriormente el Ministerio de Planificación Nacional y Política Económica.
Tuvo a su cargo en la administración de Luis Alberto Monge (1982-1986), el Ministerio de Comercio Exterior (1984-1985), sentando las bases de esta institución y dándole un impulso importante al sector exportador costarricense.
Durante el período de gobierno del presidente Óscar Arias Sánchez (1986-1990) ocupó la vicepresidencia de la República en donde se destacó en la coordinación del área de políticas económicas y se involucró activamente en las negociaciones emprendidas con organismos financieros internacionales que condujeron a la condonación de la deuda externa que arrastraba el país desde la crisis económica de inicio de los años ochenta.
En el ámbito internacional ocupó la vicepresidencia del Banco Centroamericano de Integración Económica (BCIE), sirvió en varias posiciones para el Banco Interamericano de Desarrollo (BID), y fue consultor para el Banco Mundial y la Comisión Económica para América Latina de Naciones Unidas (CEPAL).
Durante el período de 1960 a 1963 asumió la Gerencia General de Fertilizantes de Centroamérica, FERTICA. Fue además, fundador de la Escuela de Agricultura de la Región Tropical Húmeda (EARTH), centro universitario internacional y sin fines de lucro, dedicado a la educación en ciencias agrícolas y en recursos naturales.

## Reconocimientos
El 24 de enero del 2007, el Dr. Kevin Casas Zamora, Ministro de Planificación Nacional y Política Económica  presentó el Plan  Nacional de  Desarrollo 2006-2010, llamado «Jorge Manuel Dengo».
Fue declarado  Benemérito de la Patria  el 28 de agosto del 2007.
Se creó el «Premio Estrategia Siglo XXI: Jorge Ml. Dengo», como un reconocimiento a aquellas personas o instituciones que a través de la ciencia y la tecnología, han hecho un aporte al progreso y desarrollo nacional en Costa Rica.
Declarado «Ciudadano de Honor del Cantón de Heredia» el  según Sesión Extraordinaria Solemne N.º 127-2007 de 13 de septiembre de 2007 de la Municipalidad de Heredia.